# Amphisbaena leucocephala
Espèce
Amphisbaena leucocephala est une espèce d'amphisbènes de la famille des Amphisbaenidae.

## Répartition
Cette espèce se rencontre en Uruguay et au Brésil. 

## Publication originale
- Peters, 1878 : Über vier neue amerikanische Amphisbaena-Arten. Monatsberichte der Königlichen Akademie der Wissenschaften zu Berlin, vol. 1878, p. 778-781 (texte intégral).